# Powiat kościański
Powiat kościański – powiat w Polsce (województwo wielkopolskie), utworzony w 1999 roku w ramach reformy administracyjnej. Jego siedzibą jest miasto Kościan.
W skład powiatu wchodzą:
- gminy miejskie: Kościan
- gminy miejsko-wiejskie: Czempiń, Krzywiń, Śmigiel
- gminy wiejskie: Kościan
- miasta: Kościan, Czempiń, Krzywiń, Śmigiel

Według danych z 31 grudnia 2019 roku powiat zamieszkiwały 79 183 osoby. Natomiast według danych z 30 czerwca 2020 roku powiat zamieszkiwało 79 114 osób.

## Demografia

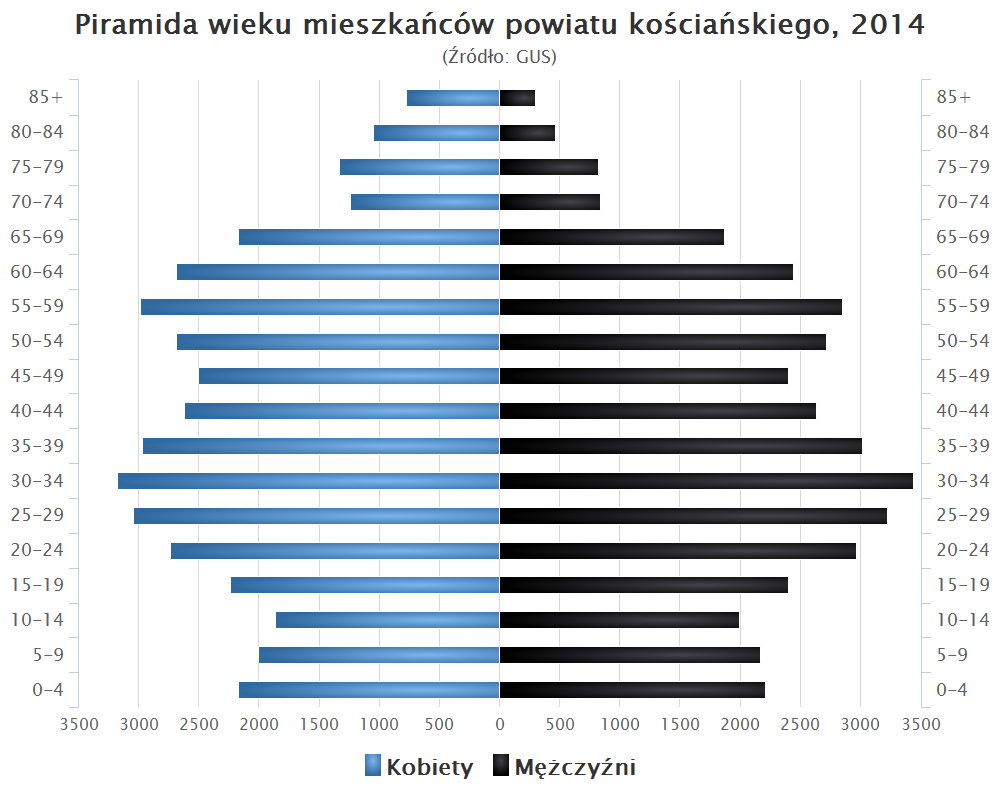
Piramida wieku mieszkańców powiatu kościańskiego w 2014 roku

Liczba ludności (dane z 31 grudnia 2009):
|        | Ogółem | Ogółem | Kobiety | Kobiety | Mężczyźni | Mężczyźni |
| osób   | %      | osób   | %       | osób    | %         |           |
| ------ | ------ | ------ | ------- | ------- | --------- | --------- |
| Ogółem | 78 205 | 100    | 39 932  | 51,06   | 38 273    | 48,94     |
| Miasto | 36 409 | 46,56  | 18 983  | 24,27   | 17 426    | 22,28     |
| Wieś   | 41 796 | 53,44  | 20 949  | 26,79   | 20 847    | 26,66     |

▶Wieś vs ▶miasto
Ogółem (▶k, ▶m)
Miasto (▶k, ▶m)
Wieś (▶k, ▶m)

## Gospodarka
W końcu września 2019 liczba zarejestrowanych bezrobotnych w powiecie kościańskim obejmowała ok. 0,9 tys. mieszkańców, co stanowi stopę bezrobocia na poziomie 2,9% do aktywnych zawodowo.

## Sąsiednie powiaty
- grodziski
- poznański
- śremski
- gostyński
- leszczyński
- wolsztyński